# Melvin contra E.T.
Melvin contra E.T. (la historia de Joaquín Blázquez) fue un proyecto de documental iniciado en 2006 que no llegó a terminarse. Dirigido por Víctor Saràbia Miró, pretendía narrar la vida del historietista barcelonés Joaquín Blázquez Garcés, y por extensión la época en la que multitud de autores españoles como él publicaban para el extranjero, mediante entrevistas, imágenes de archivo y fragmentos de ficción basados en los escritos personales del artista.

## Argumento
El documental pretendía narrar la vida de Joaquín Blázquez Garcés, a raíz de su fallido intento de reclamar derechos de autor a Steven Spielberg por las similitudes de Melvin, protagonista de una de sus historietas, con el de la película “E.T., el extraterrestre”. Esto permite narrar la historia de los dibujantes de cómic españoles, que trabajaron para el extranjero en los años 60 y 70, gozaron del auge del cómic en los 80 y sufrieron su consiguiente crisis en 1986. El hecho de no tener reconocimiento social o laboral en su país pero ser pagados por sus trabajos en el extranjero más de lo que un empresario podía ganar en España; poder llevar la vida bohemia que llevaban; y no poder recuperar los originales de sus trabajos, siendo éstos explotados sin concesiones, lleva al documental a hablar de las dos caras de la vida de estos dibujantes y dar una pincelada al tema de los derechos de autor. Por último se establecen conexiones entre el universo del cómic y el del cine.

## Producción
El documental recogía además diversas perspectivas de los protagonistas de aquella época sobre cómo estaba, como está y cómo estará el mundo del cómic. Para ello, pretendía insertar fragmentos de entrevistas a dibujantes (Neal Adams, Luis Bermejo, Jordi Bernet, Sergio Bleda, Alfonso Borillo, Ignasi Calvet, Manel Ferrer, Fernando Fernández, Alfonso Font, Luís García, Pere Joan, Rafael López Espí, Jordi Longarón, Esteban Maroto, Max, Nazario, José Ortiz, Manuel Sanjulián, Vicente Segrelles, Ramón Torrents, Enric Torres-Prat, Adolfo Usero y Enrique Ventura), editores y agentes (José María Berenguer, Rafael Martínez, Marcelo Miralles, y José Ortega), familiares del autor y teóricos (Jon B. Cooke, Francisca Lladó Pol, Antonio Martín Martínez y David A. Roach). 
La producción se sustentó en la colaboración económica de personas interesadas en el proyecto, pues sus autores pretendían que criterios comerciales e intereses ajenos a la idea no modificaran el resultado. Partiendo de un estado de cuentas público en su página web, sus autores intentaron recaudar el 100% del presupuesto (60.000€), asegurando que el documental se terminaría a pesar de no alcanzar el total. No obstante, el proyecto no progresó.